# بيل جونز (لاعب كرة قدم أمريكية)
بيل جونز (بالإنجليزية: Bill Jones)‏ هو لاعب كرة قدم أمريكية أمريكي، ولد في 10 سبتمبر 1966 في أبيلين في الولايات المتحدة.

## وصلات خارجية
- بيل جونز على موقع مرجع كرة القدم المحترفة.كوم (الإنجليزية)